# Wojska Inżynieryjne Federacji Rosyjskiej
Wojska Inżynieryjne Federacji Rosyjskiej – rodzaj wojsk w składzie Wojsk Lądowych Sił Zbrojnych Federacji Rosyjskiej.